# Julia Gerber Rüegg

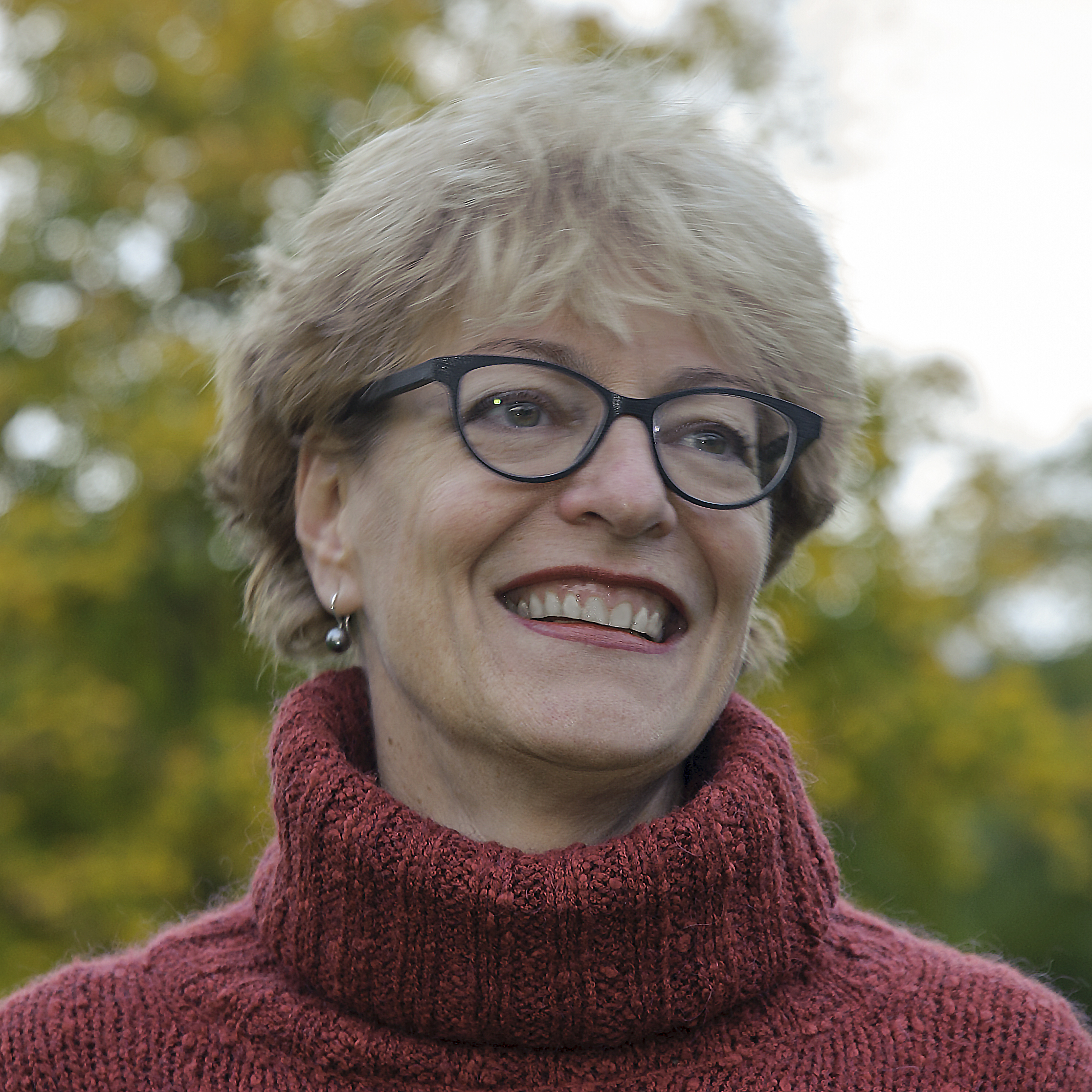
Julia Gerber Rüegg, Porträtfoto (Oktober 2013)

Julia Gerber Rüegg (* 8. April 1957 in Zürich) ist eine Schweizer Politikerin, Feministin und Bürgerrechtsaktivistin. Sie hat in der Schweiz die Diskussion über die Gleichstellung der Geschlechter in der Sprache angestossen und engagiert sich heute vor allem für die Menschenrechte sowie für Anliegen des Landschafts- und Umweltschutzes.

## Leben und Wirken
Julia Gerber Rüeggs politisches Wirken konzentrierte sich im Lauf ihrer Karriere auf die Bereiche klassisch-feministischer Anliegen, Schutz von Arbeitnehmerrechten, Umweltschutz und Demokratieentwicklung. Gerber Rüegg begann ihre Karriere im Gemeinderat der Stadt Wädenswil (ZH), wo sie unter anderem 1990 als junge Mutter Stillpausen im Rat einführte. Internationale Bekanntheit erlangte sie 1993 mit dem damals unerhörten Vorstoss, die Gemeindeordnung der Stadt Wädenswil im generischen Feminin zu publizieren. In der Folge setzte sich die Nennung beider Geschlechter in Gesetzestexten und im öffentlichen Sprachgebrauch in der Schweiz durch. Nach ihrer Wahl in den Zürcher Kantonsrat 1994 widmete sie sich vermehrt dem Schutz der Menschenrechte, der Arbeitnehmerrechte, sowie sozialliberaler Anliegen wie der Legalisierung des assistierten Suizids. In jüngerer Zeit ist Gerber Rüeggs Aktivität primär auf den Landschaftsschutz sowie umweltpolitische Anliegen ausgerichtet. Während des grössten Teils ihrer Karriere politisierte Gerber Rüegg als Mitglied der Sozialdemokratischen Partei der Schweiz (SP). Seit ihrem Parteiaustritt 2015 realisiert sie als unabhängige Aktivistin politische Projekte wie die kantonale Volksinitiative «Für Uferwege mit ökologischer Aufwertung» («Uferinitiative»), die im Kanton Zürich am 3. März 2024 jedoch mit einer Mehrheit von 64 % der Stimmberechtigten abgelehnt wurde.
Gerber Rüegg wuchs in Uerikon (Stäfa) am Zürichsee auf. 1977 schloss sie die Höhere Töchterschule Stadelhofen in Zürich mit der Matura ab. 1979 erwarb sie das Lehrerpatent, absolvierte zusätzlich das Real- und Oberschullehrerseminar und arbeitete bis 1989 an Primar- und Sekundarschulen. Später bildete sie sich zur PR-Beraterin weiter und betreute Mandate aus Politik und Wirtschaft. Bis 2008 leitete sie die Kommunikationsagentur Rüegg Gerber PR in Wädenswil und publizierte mehrere Studien zur Veränderung der Arbeitswelt im Einfluss der Digitalisierung. Julia Gerber Rüegg ist verheiratet, Mutter von zwei Söhnen (* 1989 und 1991) und lebt in Wädenswil.

### Politische Ämter
Seit 1980 engagierte sich Julia Gerber Rüegg in der Sozialdemokratischen Partei. 1987 wurde sie in den Wädenswiler Gemeinderat und 1994 in den Zürcher Kantonsrat gewählt. Im Gemeinderat präsidierte sie die Raumplanungskommission. Im Kantonsrat war sie Mitglied verschiedener Spezialkommissionen, der Geschäftsprüfungskommission (1995–2002) und der Finanzkommission (2002–2009). 2010 bis 2014 war sie Mitglied der Kommission für Wirtschaft und Abgaben. 2003 wurde sie vom Regierungsrat in die Kommission für die Gleichstellung von Frau und Mann gewählt. 2014 trat Gerber Rüegg zugunsten von Jonas Erni aus dem Kantonsrat zurück, um ihrer Partei einen strategischen Vorteil im Wahlkampf zu verschaffen.
Die politischen Kernthemen von Gerber Rüegg waren die Gleichstellung von Mann und Frau in Beruf und Gesellschaft sowie die Rechte und der Schutz der Arbeitnehmenden. Durch ihr berufliches und ehrenamtliches Engagement war Julia Gerber Rüegg in gewerkschaftlichen Kreisen gut vernetzt. 2008–2014 war sie Präsidentin des Zürcher Gewerkschaftsbundes. Als solche bekämpfte sie im Kanton Zürich 2012 erfolgreich die FDP-Volksinitiative «Der Kunde ist König» zur Liberalisierung der Ladenöffnungszeiten und machte sich einen Namen als Verfechterin von Tagesschulen sowie der staatlichen Förderung familienergänzender Kinderbetreuungsstrukturen. Von 2012 bis 2018 war sie Mitglied der Tripartiten Kommission des Kantons Zürich und wirkt seit 2014 als Fachrichterin an den Arbeitsgerichten Bülach und Hinwil.

### Nationale Politik
Während ihrer Zeit im Zürcher Kantonsrat übernahm Julia Gerber Rüegg vermehrt Ämter auf nationaler Ebene. 2004 bis 2012 war sie Mitglied der Geschäftsleitung der SP Schweiz, als sie zusammen mit der Genfer Nationalrätin Maria Roth-Bernasconi die SP-Frauen Schweiz präsidierte. In dieser Funktion setzte sie sich in politischen Gremien für die Gleichstellung von Frauen und Männern ein und nahm als Mitglied der Schweizer Delegation an den Weltsozialforen von Nairobi (2007) und Porto Alegre (2010) teil.
Im Lauf ihrer Karriere kandidierte Gerber Rüegg mehrmals für den Nationalrat. Dabei verfehlte sie 2011 den Einzug ins Parlament um wenige Stimmen. Im Mai 2015 sorgte die Findungskommission der SP Kanton Zürich für Aufsehen, als sie überraschend entschied, Julia Gerber Rüegg nicht mehr für die Nationalratswahlen 2015 zuzulassen. «Gerber Rüegg von ihrer Partei desavouiert», titelte die Neue Zürcher Zeitung, während Tele Züri von einem «Coup an der SP-Spitze» sprach. Nachdem ihr einen Monat zuvor, nach der Wahl von Jacqueline Fehr in den Zürcher Regierungsrat, das Nachrutschen in den Nationalrat verweigert worden war, zeigte sich Julia Gerber Rüegg gegenüber den Medien kämpferisch und wies auf ihr Wählermandat von 2011 hin. An der Delegiertenversammlung der SP Kanton Zürich wurde der Antrag, Gerber Rüegg wieder auf die Liste zu setzen, mit einer Dreiviertelsmehrheit angenommen. Ungeachtet ihrer bisherigen Wahlerfolge wurde ihr aber bloss ein Platz im mittleren Bereich der Liste zugewiesen, was von den Medien mit Erstaunen aufgenommen wurde. Trotz den von den Medien wiederholt analysierten parteiinternen Schikanen holte Gerber Rüegg an der Urne 5 Listenplätze auf, verblieb aber wieder auf einem Ersatzsitz. In der Folge traten sie und ihr Ehemann Willy Rüegg, der damals Präsident der SP Bezirkspartei Horgen war, aus der Partei aus.

### Feminismus, Familie und Gleichstellung
Am 7. Juni 1993 stellte Julia Gerber Rüegg bei der Revision der Wädenswiler Gemeindeordnung den Antrag: «Für Personen-, Funktions- und Rollenbezeichnungen wird in diesem Text die feminine Form verwendet. Da die männliche Form in der weiblichen enthalten ist, ist sowohl die männliche als auch die weibliche Person angesprochen.» Diesem Antrag stimmte der Rat zu. «Am 26. September wurde in Wädenswil über die Revision der Gemeindeordnung abgestimmt. Damit wurde dem Volk zum ersten Mal in der Schweiz eine Vorlage unterbreitet, die ausschliesslich weibliche Personenbezeichnungen enthielt. Sie löste in breiten Kreisen der Bevölkerung heftige Diskussionen aus, sowohl über die sprachliche Gleichstellung als auch über die Gleichberechtigung ganz generell.» Die Vorlage wurde erwartungsgemäss abgelehnt, doch die Debatte über den Umgang mit dem generischen Maskulin weitete sich in der Folge auf den ganzen deutschen Sprachraum aus und stiess international auf Interesse. Am 20. Februar 1994 wurde eine neue Vorlage, in der die «Paarform» verwendet wurde, klar angenommen. Seither werden amtliche Texte und Gesetzestexte in der Schweiz nicht mehr ausschließlich männlich formuliert.

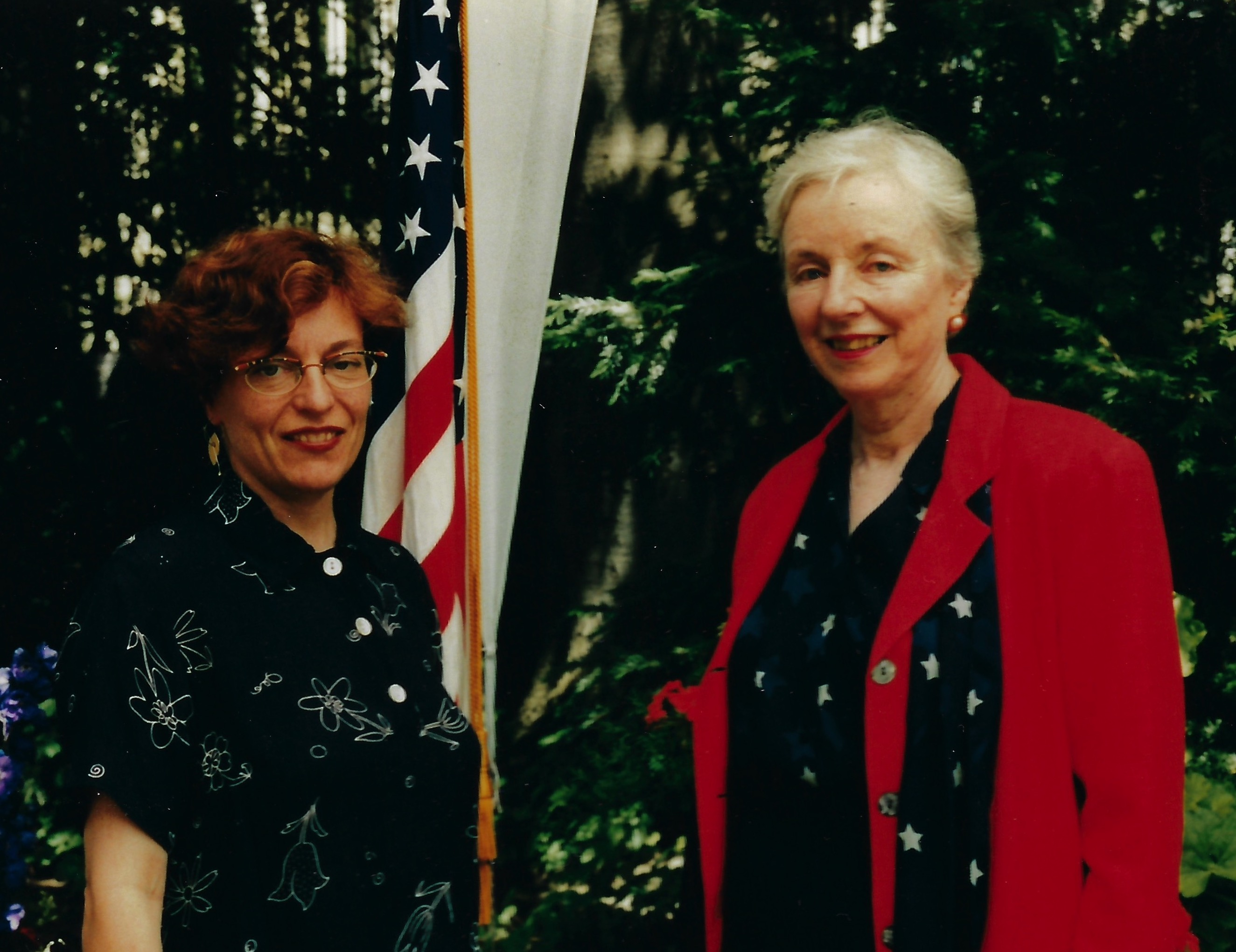
Julia Gerber Rüegg wird 1996 in Anerkennung für ihr Engagement zur Gleichstellung von U.S. Botschafterin Madeleine May Kunin in Bern empfangen.

Im Kantonsrat initiierte Gerber Rüegg immer wieder Vorstösse für Frauen im Beruf und die Vereinbarkeit von Beruf und Familie. Als Präsidentin des Gewerkschaftsbundes lancierte sie die Volksinitiative «Kinderbetreuung JA!», die den Ausbau des Betreuungsangebotes für Kinder im Vorschulalter zum Ziel hatte. Im Juni 2010 stimmte das Zürcher Stimmvolk dem Gegenvorschlag zu und garantierte damit den Anspruch auf einen familienergänzenden Kinderbetreuungsplatz. Gerber Rüeggs Engagement für die Gleichstellung von Mann und Frau nahm auch ausserhalb der parlamentarischen Arbeit Fahrt auf. Besonders die Ungleichheit der Geschlechter im Zugang in akademischen Karrieren stand schon früh im Fokus. Im Auftrag der Universität Zürich baute Julia Gerber Rüegg von 2001 bis 2003 die erste Kindertagesstätte für Kinder studierender Eltern an der Universität Zürich auf, die Kinderkrippe Pitschi (eröffnet im Mai 2003). Im selben Zug gab sie den Anstoss zur Gründung der Stiftung Kinderbetreuung im Hochschulraum Zürich (kihz) der beiden Zürcher Hochschulen, als deren Co-Geschäftsleiterin sie von 2003 bis 2004 wirkte.
Ab 2008 war Gerber Rüegg als Mediensprecherin für die Gewerkschaft Unia in Bern tätig und wechselte 2010 als Leiterin der Abteilung Vertragsvollzug der Unia Region Zürich-Schaffhausen ins Zürcher Volkshaus. Von 2013 bis 2016 leitete sie die Region Ostschweiz Graubünden der Telekommunikationsgewerkschaft Syndicom und wechselte dann als Zentralsekretärin an deren Hauptsitz in Bern. Seit 2019 ist sie für die Menschenrechtsorganisation "Dignitas – Menschenwürdig leben – Menschenwürdig sterben" tätig und zuständig für Public Affairs auf kantonaler und nationaler Ebene in der Schweiz. Sie ist u. a. Mitinitiantin der kantonalen Volksinitiative «Selbstbestimmung auch in Alters- und Pflegeheimen» und Stiftungsrätin der Dignitas Academy.

### Umwelt-Aktivismus
Ab den 2010er-Jahren wandte sich Gerber Rüegg vermehrt Anliegen des Umwelt- und Landschaftsschutzes zu. Ihr Aktivismus kombinierte seither den Schutz lokaler Ökosysteme am Zürichsee mit dem Kampf gegen Landprivatisierung, illegales Bauen und Immobilienspekulation. Schon in den 1990er Jahren hatte sie als Präsidentin der gemeinderätlichen Raumplanungskommission einen wegweisenden Erfolg erzielt, als sie bei der Aushandlung der Rahmenbedingungen des Gestaltungsplans für die Halbinsel Giessen in Wädenswil die Realisierung eines Uferwegs erreichte. 2005 war Gerber Rüegg eine Mitinitiantin der Wädenswiler Volksinitiative für den Bau eines Seeuferwegs zwischen Richterswil und Wädenswil. Nach dem Abstimmungssieg 2006 nahm der Kanton die Projektierung des Seeuferwegs an die Hand, der schliesslich 2012 eröffnet werden konnte. Die Schweizer Wanderwege verliehen diesem Uferwegabschnitt 2014 den Prix Rando, also die Auszeichnung als eine der schönsten Wanderrouten der Schweiz.
Im Juni 2010 gehörte Julia Gerber Rüegg zu den Initiantinnen der Volksinitiative „Zürisee für alle“, welche die Realisierung eines durchgehenden Uferwegs am Zürichsee verlangte und in kurzer Zeit zustande kam. Im Zuge der Behandlung der Volksinitiative im Kantonsrat wurde der Seeuferweg als Staatsstrasse eingestuft und seine Finanzierung dadurch gesichert. Allerdings ergänzte der Kantonsrat den neuen Paragrafen im Strassengesetz durch ein absolutes Enteignungsverbot für Uferliegenschaften. In den Augen der Initiantinnen stellte dies eine krasse Bevorzugung weniger vermögender Inhaberinnen von Konzessionsland am Seeufer dar. Das Bundesgericht kassierte diesen Entscheid denn auch umgehend, nachdem der Verein «Ja zum Seeuferweg» Beschwerde eingereicht hatte. Obwohl der Kanton sich zur Realisierung eines durchgehenden Seeuferweges bekannt hatte, unterliess es die Zürcher Regierung, das Projekt voranzutreiben.
Julia Gerber Rüegg ist seit 2012 Präsidentin des Vereins JA zum Seeuferweg. Nebst der Umsetzung politischer Kampagnen beobachtet der Verein auch die zunehmende private Bautätigkeit in der Uferzone. Indem er auf rechtlichem Weg Einsicht in Baubewilligungen und Kataster einfordert, hat der Verein diverse illegal erstellte Bauten identifiziert und in Einzelfällen deren Rückbau erkämpft. Die Aktivitäten des Vereins zielen generell darauf ab, Private und lokale Behörden zur Einhaltung gesetzlich vorgeschriebener Umweltstandards zu zwingen.
Mit der Uferinitiative will der Verein die Renaturierung der Seeufer und deren Zugänglichkeit für die Öffentlichkeit auf gesetzlicher Ebene verankern. Die Initiative, für die der Verein 2022 die nötigen Unterschriften gesammelt hat, verlangt einen Schutzartikel für die Ufer in der Kantonsverfassung und einen Auftrag zur Erstellung von Wanderwegen an den Zürcher Gewässern «mit ökologischer Aufwertung». Als Präsidentin des Initiativkomitees führt Julia Gerber Rüegg den Abstimmungskampf. Die kantonale Volksabstimmung findet am 3. März 2024 statt.

## Belege
1. ↑  Website der Uferinitiative, aufgerufen am 4. November 2023.
2. ↑  Zürcher Uferinitiative gescheitert - Enttäuschung bei den Initianten und eine Kampfansage, aufgerufen am 5. September 2024.
3. ↑  Julia Gerber Rüegg (Memento vom 24. Mai 2015 im Internet Archive), Website der Parlamentsdienste des Kantons Zürich. Abgerufen am 4. November 2023
4. ↑  Website des Zürcher Gewerkschaftsbundes. Abgerufen am 4. November 2023.
5. ↑  Website der SP-Frauen Schweiz. Abgerufen am 4. November 2023.
6. ↑  Julia Gerber Rüegg von ihrer Partei desavouiert, NZZ vom 20. Mai 2015, aufgerufen am 4. November 2023
7. ↑  SP brüskiert verdiente Genossin, Tages Anzeiger vom 20. Mai 2015, aufgerufen am 4. November 2023.
8. ↑  Tele Züri vom 24. Sep. 2015: Politikerin von eigener Partei ausgebremst. 24. September 2018, abgerufen am 5. November 2023 (Schweizer Hochdeutsch).
9. ↑  Nationalratswahlen 2011: Hochrechnung, Resultate, Stimmbeteiligung (Memento vom 3. April 2013 im Internet Archive), auf .statistik.zh.ch, aufgerufen am 3. November 2023.
10. ↑  Tele Züri: Aussichtsloser SP-Listenplatz für Julia Gerber Rüegg. 24. September 2018, abgerufen am 5. November 2023 (Schweizer Hochdeutsch).
11. ↑  «Nicht mehr meine Partei», NZZ vom 3. November 2016, aufgerufen am 4. November 2023.
12. ↑  Stadt Wädenswil: Protokoll des Gemeinderates vom 7. Juni 1993. Wädenswil 1993, S. 668–670.
13. ↑  Fachstelle für Gleichberechtigungsfragen des Kantons Zürich (Hrsg.) Sprache Macht Politik, Zürich 1994.
14. ↑   Unter anderem publizierte der japanische Linguist Saburo Okamura von der Waseda-Universität in Tokio zum Thema Wädenswil und Eutin: Wie das generische Femininum kam und ging. In: Waseda Global Forum. Bd. 1, S. 47–59.
15. ↑  Die Unikrippe Pitschi ist eröffnet. 23. Mai 2003, abgerufen am 4. November 2023.
16. ↑  Stiftung kihz. Abgerufen am 4. November 2023.
17. ↑  DIGNITAS Academy – Förderung von Forschung, Aus- und Weiterbildung sowie Information zu Themen wie Erhaltung der Lebensqualität im Zusammenhang mit Alter und Krankheit, Suizidversuchsprävention, Selbstbestimmung und Wahlfreiheit im Leben und am Lebensende. Abgerufen am 4. November 2023 (Schweizer Hochdeutsch).
18. ↑  Es brauchte damals ein Referendum gegen den Beschluss des Gemeinderats, den Fussweg den Geleisen entlang statt am Ufer zu führen. In der Volksabstimmung wurde der erste Gestaltungsplan abgelehnt und nun war der Weg für einen Kompromissvorschlag frei, den Julia Gerber Rüegg in den neuen Gestaltungsplan einbrachte. Die Eigentümerin willigte ein, im Zuge der neuen Überbauung einen Seeuferweg zu realisieren und öffentlich zugänglich zu machen.
19. ↑  Der Seeuferweg zwischen Wädenswil und Richterswil auf Wanderseite.ch: 653a Zürichsee-Uferweg Horgen - Au - Wädenswil - Richterswil. Abgerufen am 5. November 2023.
20. ↑  Fussverkehr. Abgerufen am 5. November 2023.
21. ↑  Für einen Seeuferweg um den Zürichsee. Die SP lanciert eine Volksinitiative. In: NZZ. 23. Juni 2010 (Online).
22. ↑  Wie der Historiker Willy A. Rüegg in seinem Sachbuch zum Thema aufzeigt, handelt es sich bei den aufgeschütteten und privat genutzten Grundstücken am Seeufer um sogenanntes „Konzessionsland“, das der Kanton im späten 19. Jahrhundert an die privaten Bauherren lieh bis öffentliches Interesse an anderweitiger Nutzung bestehen würde. Rüegg, Willy A.: See Ufer Weg. Stutz Medien, Wädenswil 2021, ISBN 978-3-85928-111-0.
23. ↑  Abstimmungsvorlagen vom 3. März 2024. zh.ch, abgerufen am 5. November 2023.

| Personendaten    | Personendaten              |
| ---------------- | -------------------------- |
| NAME             | Gerber Rüegg, Julia        |
| KURZBESCHREIBUNG | Schweizer Politikerin (SP) |
| GEBURTSDATUM     | 8. April 1957              |
| GEBURTSORT       | Zürich                     |